# Classe Capitani Romani
La classe Capitani Romani est une classe de croiseurs légers italiens de la Regia Marina.
Douze croiseurs de cette classe ont été commandés à la fin de 1939, mais seulement quatre ont été achevés et seulement trois d'entre eux avant l'armistice de Cassibile du 8 septembre 1943. Le nom de ces navires est emprunté aux personnages illustres de la Rome antique d'où la dénomination Capitani Romani.

## Projet
La classe Capitani Romani est mise en fabrication en 1939 afin de contrecarrer les contre-torpilleurs de la classe Mogador et Fantasque de la Marine nationale française.
En 1938, Umberto Pugliese (it) et Ignazio Alfano établissent le projet en s'inspirant du Tachkent, un croiseur éclaireur construit par la Marine soviétique.
La construction confiée à la société Odero-Terni-Orlando est réalisée dans son chantier naval OTO de Livourne.

## Caractéristiques
Les navires de classe Capitani Romani sont initialement classés comme des « explorateurs océaniques » (Esploratori Oceanici), bien que certains auteurs estiment que ce soit plutôt des destroyers lourds,.
Après la guerre, les deux unités encore en service ont été reclassées « caccia conduttori » (conducteurs de flottille).
Leur conception est basée sur une coque légère, avec un armement léger du type croiseur. La conception originale a été modifiée afin de répondre aux exigences de vitesse et de puissance de feu. Les machines développent une puissance de 93 210 kW, équivalente à celle de croiseurs de 17 000 tonnes et de la vitesse escomptée de 40 nœuds (74 km/h).
Les trois navires de guerre achevés ont navigué à 43 nœuds (80 km/h) pendant les essais.
Ils possédaient une batterie principale de huit canons de 135 mm permettant une cadence de feu de six coups par minute à une portée de 19 500 m et huit tubes lance-torpilles de 533 mm.
Le tonnage en temps de guerre a réduit la vitesse opérationnelle à 36 nœuds (67 km/h).

## Histoire des opérations

### Scipione Africano
Seul le Scipione Africano a été engagé au combat. Il était alors équipé du radar avancé italien EC.3 Gufo. Positionné pour fermer le détroit de Messine, il détecte au cours de la nuit du 17 juillet 1943 quatre vedettes lance-torpilles Elco au large de Punta Posso. Il coule la MTB 316 et endommage fortement la MTB 313 entre Reggio de Calabre et Pellaro à la position 38° 03′ 20,2″ N, 15° 35′ 28,35″ E,,. Une douzaine de marins britanniques ont péri lors de cette action. L'engagement a duré environ trois minutes. Le Scipione Africano a subi des dommages mineurs et deux blessés quand les batteries allemandes déployées le long de la côte italienne ont ouvert le feu. Le croiseur avait initialement reçu l'ordre se rendre de La Spezia à Taranto, qu'il a finalement atteint à 09h46. Sa grande vitesse a été décisive pour l'issue de la bataille.
Du 4 au 17 août 1943, avec le Luigi Cadorna, il mouille quatre champs de mines dans le Golfe de Tarente et Squillace.
Il transporte à Malte le maréchal Badoglio et le roi Victor-Emmanuel III pour la signature de l'Armistice du 3 septembre 1943. Il sert ensuite de navire de transport et de navire d'entraînement.
Désarmé à La Spezia le 9 août 1948, il est transféré à la Marine nationale française et est rebaptisé « Guichen ».

### Attilio Regolo
En 1942, ce croiseur commande une force de six destroyers pour mouiller un champ de mines au sud de la Sicile. À son retour de mission, il est touché  le 7 novembre 1942 par une torpille du sous-marin britannique HMS Unruffled (P46). Il est convoyé jusqu'au port de Palerme pour y subir des réparations.
Il reprend du service en mai 1943 jusqu'à la capitulation italienne, le 8 septembre 1943. Il se réfugie à Port Mahon aux îles Baléares où il est interné jusqu'en mai 1945, date à laquelle il rejoindra les forces alliées.

## Après la guerre, au service de la France
Après le traité de paix de Paris le 10 février 1947, la France récupère l'Attilo Regolo, le Scipione Africano et quatre destroyers en août 1948, au titre des dommages de guerre, et en exécution du traité.
Les deux croiseurs ont été renommés respectivement Châteaurenault et Guichen .

### Attilio Regolo - Châteaurenault

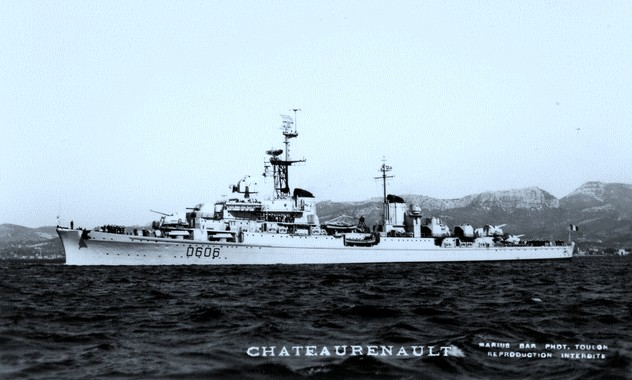
Le Châteaurenault, ex Attilo Regolo

Arrivé à l'arsenal de Toulon le 1er août 1948, l'Attilio Regolo est rebaptisé Châteaurenault. Son indicatif visuel est D606. Il subit une refonte aux Forges et Chantiers de la Méditerranée de La Seyne-sur-Mer pour devenir un escorteur d'escadre. Son armement d'origine est remplacé par des canons allemands de 105 mm, des canons Bofors de 57 mm et des torpilles de 550 mm. Il est doté du même équipement électronique que les autres bâtiments construits au titre du programme naval d'après-guerre.

Il sera opérationnel jusqu’en 1962 comme navire-amiral de l'Escadre légère à Brest.
Après son désarmement, le navire abrite l’École des fusiliers marins de Lorient jusqu’en 1969, avant son complet démantèlement.

### Scipione Africano - Guichen
Arrivé à l'arsenal de Toulon le 15 août 1948, le Scipione Africano est rebaptisé Guichen. Il subit une refonte aux Forges et Chantiers de la Méditerranée de La Seyne-sur-Mer pour devenir un escorteur d'escadre en 1952. Son armement d'origine est remplacé par des canons allemands de 105 mm, des canons Bofors de 57 mm et des torpilles de 550 mm. Il est doté du même équipement électronique que les autres bâtiments construits au titre du programme Naval d'après-guerre.
Il sera opérationnel jusqu’en 1961au sein de l'Escadre légère de l'Atlantique à Brest.
Après son désarmement il est utilisé comme base fixe au Poulmic. En 1976 il est remorqué au Cimetière des navires de Landévennec pour démantèlement.

## Après la guerre, dans laMarina Militare

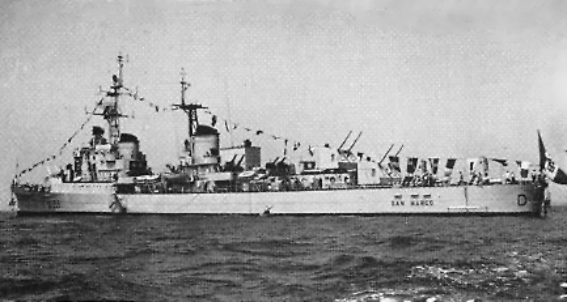
San Marco, anciennement Giulio Germanico, en 1959

Le Giulio Germanico et le Pompeo Magno ont repris du service dans la Marina Militare et ont été rebaptisés respectivement San Marco et San Giorgio.
Les deux navires subissent une refonte entre 1951 et 1955 et sont équipés de radars et d'armes américaines.
Caractéristiques
- 6 canons de 127 mm, trois tourelles doubles antiaériennes
- Mortier anti-sous-marins
- 20 canons Bofors de 40 mm
- Conduite de tir (canons de 127 mm)

- Radar SPS-6 et SG-6 b,
- Sonar SQS-11 et Mk37

Entre 1963 et 1965, le San Marco est transformé et utilisé comme navire école et équipé de nouvelles machines CODAG (fuel et gaz combiné) et de canons de 76 mm. Le San Marco a été démantelé en 1971 et le San Giorgio en 1980.

## Unités
| Regia Marina - Classe Capitani Romani | Regia Marina - Classe Capitani Romani              | Regia Marina - Classe Capitani Romani | Regia Marina - Classe Capitani Romani | Regia Marina - Classe Capitani Romani | Regia Marina - Classe Capitani Romani |
| Nom navire                            | Chantier                                           | Terminé                               | Mise à l'eau                          | Complétée                             | Notes |
| ------------------------------------- | -------------------------------------------------- | ------------------------------------- | ------------------------------------- | ------------------------------------- | --- |
| Attilio Regolo                        | Cantiere navale fratelli Orlando (OTO), Livourne   | 28 septembre 1939                     | 28 août 1940                          | 14 mai 1942                           | Cédé en 1948 à la Marine nationale, reconverti en escorteur d'escadre et rebaptisé Châteaurenault jusqu’en 1969 (démantèlement).                                               |
| Scipione Africano                     | Cantiere navale fratelli Orlando (OTO), Livourne   | 28 septembre 1939                     | 12 janvier 1941                       | 23 avril 1943                         | Cédé en 1948 à la Marine nationale, reconverti en escorteur d'escadre et renommé Guichen. En 1976, il est remorqué au cimetière des navires de Landévennec pour démantèlement. |
| Pompeo Magno                          | Cantiere navale di Ancona, Ancône                  | 23 septembre 1939                     | 24 août 1941                          | 4 juin 1943                           | Reconverti en 1950 et renommé San Giorgio, Marina Militare, démantelé en 1980.                                                                                                 |
| Giulio Germanico                      | Cantiere navale di Castellammare di Stabia, Naples | 3 avril 1939                          | 26 juillet 1941                       | 19 janvier 1956                       | Récupéré en 1950, reconverti et renommé San Marco (D 563) (it), Marina Militare, démantelé en 1971.                                                                            |
| Ulpio Traiano                         | Chantier naval de Palerme                          | 28 septembre 1939                     | 30 novembre 1942                      |                                       | Coulé le 3 janvier 1943 |
| Ottaviano Augusto                     | Cantieri Navali del Tirreno Riuniti, Gênes         | 23 septembre 1939                     | 31 mai 1942                           |                                       | Coulé le 1er novembre 1943 |
| Caio Mario                            | Cantiere navale fratelli Orlando (OTO), Livourne   | 28 septembre 1939                     | 17 août 1941                          |                                       | Sabordé en 1944 à La Spezia |
| Lucio Cornelio Silla                  | Ansaldo Gênes                                      | 12 octobre 1939                       | 28 juin 1941                          |                                       | Coulé en juillet 1944 |
| Claudio Druso                         | Cantiere navale di Riva Trigoso                    | septembre 1939                        |                                       |                                       | Démantelé avant finition, 1941-1942 |
| Claudio Tiberio                       | Cantiere navale fratelli Orlando (OTO), Livourne   | 28 septembre 1939                     |                                       |                                       | Démantelé avant finition, 1941-1942 |
| Paolo Emilio                          | Ansaldo, Gênes                                     | 12 octobre 1939                       |                                       |                                       | Démantelé avant finition, 1941-1942 |
| Vipsanio Agrippa                      | Cantiere navale di Riva Trigoso                    | octobre 1939                          |                                       |                                       | Démantelé avant finition, 1941-1942 |

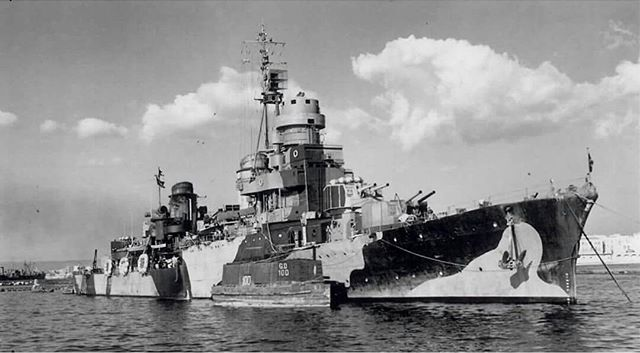
Scipione Africano (1943-1947).
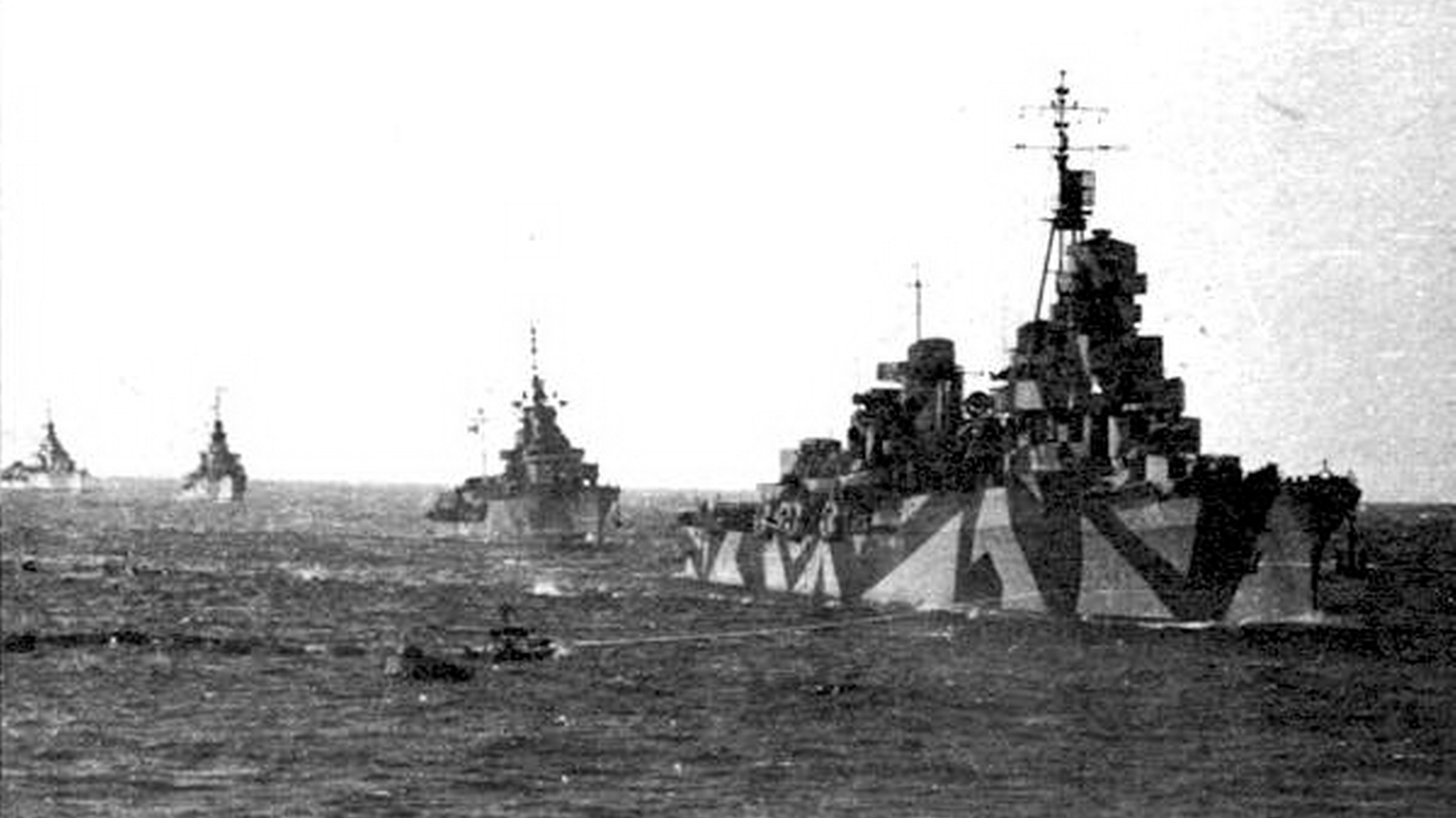
Attilio Regolo (1945).
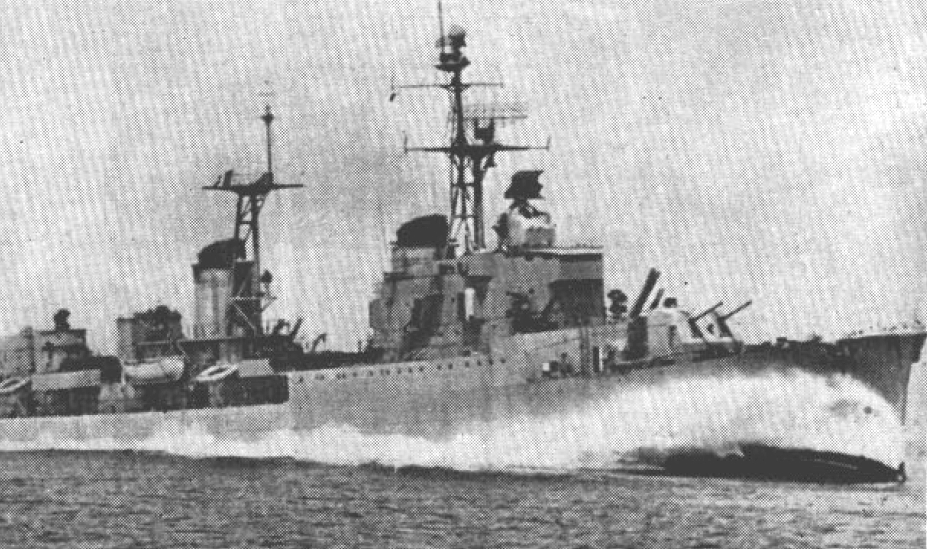
San Giorgio (1956).
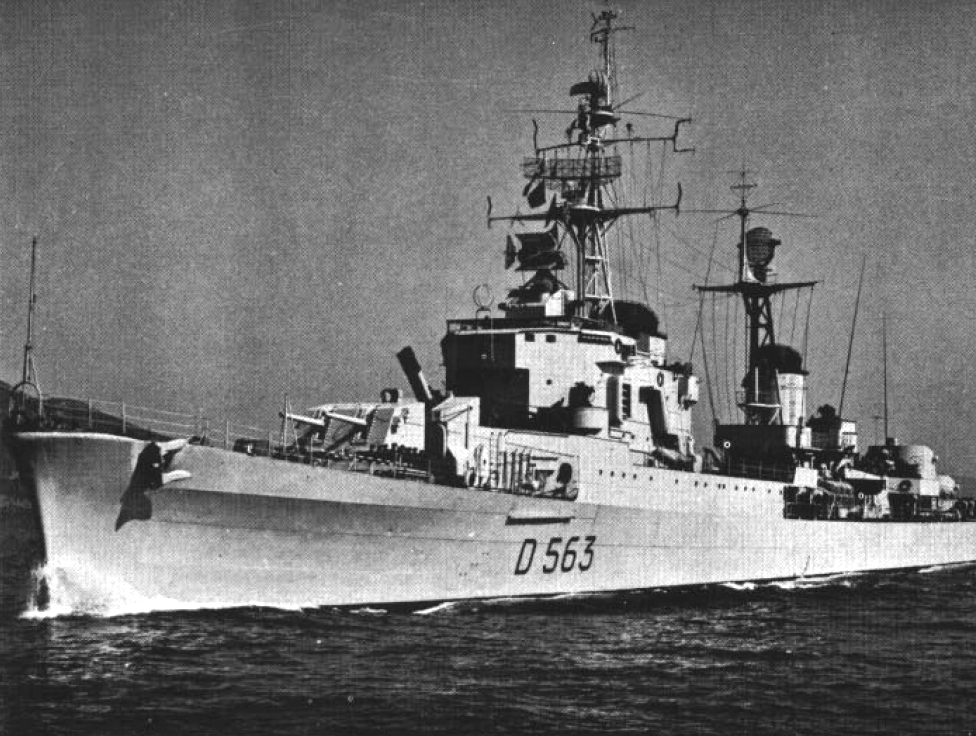
San Marco (1962).

## Source de la traduction
- (it) Cet article est partiellement ou en totalité issu de l’article de Wikipédia en italien intitulé « Classe Capitani Romani » (voir la liste des auteurs).